# 좋은사람있으면 소개시켜줘
"좋은사람있으면 소개시켜줘"는 모지은 감독의 로맨스 영화이다.

## 캐스팅
- 신은경 : 김효진 역
- 정준호 : 박현수 역
- 공형진 : 준 역
- 김여진 : 해인 역
- 박진택 : 과장 역
- 홍지민 : 팀장 역
- 조여정 : 민아 역
- 김서형 : 이강현 역
- 장지수 : 폭식족 역
- 우승림 : 폭식족 역
- 황효은 : 폭식족 역
- 이선균 : 박사 역
- 박용진 : 바퀴벌레 커플 남 역
- 나공주 : 바퀴벌레 커플 여 역
- 김준호 : 이벤트 진행자 역
- 최지웅 : 선배 역
- 이호우 : 뺀질 남 역
- 이장숙 : 연하 여 역
- 유민혁 : 마마보이 남 역
- 박정경 : 기수련 여 역
- 양태도 : 근육 남 역
- 손진호 : 현수 동료 역
- 강희성 : 현수 동료 역
- 신동석 : 현수 동료 역
- 엄성모 : 어린 남자 역
- 황석규 : 지나가는 남자 역
- 마르코 : 지나가는 남자 역
- 김동하: 지나가는 남자 역
- 이명숙 : 현수 어머니 역
- 이정화 : 준의 신부 역
- 유진희 : 욕쟁이 아줌마 역
- 서주성 : 결혼식 사회자 역
- 윤경화 : 여자 회원 역
- 김민희 : 여자 회원 역
- 신선희 : 간호사 역
- 최성우 : 지하철 옆 남자 역
- 김방선 : 커플 매니저 역
- 강주영 : 커플 매니저 역
- 이명옥 : 커플 매니저 역
- 송채민 : 커플 매니저 역
- 엄성훈 : 커플 매니저 역
- 안덕용 : 커플 매니저 역
- 유정현 : 웨이터 역
- 윤익준 : 웨이터 역
- 정단우 : 지하철 남자 역
- 박선웅 : 근육남 역
- 박상면 : 도입부 가입회원 역 (우정출연)
- 탁재훈 : 횡단보도에서 만난 효진 선배 역 (우정출연)

## 수상 경력
- 2002년 제3회 부산영화평론가협회상
  - 남우조연상 - 공형진